# 수원시 (선거구)
수원시는 대한민국의 옛 국회의원 선거구이다. 당시 경기도 수원시 지역을 관할했다.

## 역사
1949년, 수원군 수원읍이 수원시로 승격되었다. 이에 제2대 국회의원 선거를 앞두고 신설되었다.
제9대 국회의원 선거를 앞두고 화성군 선거구와 통합되어 수원시·화성군 선거구를 이루게 됨에 따라 폐지되었다.

## 역대 국회의원
| 선거   | 정당 | 정당       | 의원   |
| ------ | ---- | ---------- | ------ |
| 1950년 |      | 민주국민당 | 홍길선 |
| 1954년 |      | 자유당     | 정존수 |
| 1958년 |      | 민주당     | 홍길선 |
| 1960년 |      | 민주당     | 홍길선 |
| 1963년 |      | 민주공화당 | 이병희 |
| 1967년 |      | 민주공화당 | 이병희 |
| 1971년 |      | 민주공화당 | 이병희 |

## 역대 선거 결과

### 대한민국 제2대 국회의원 선거
|  | 24.38% |

|  | 22.23% |

|  | 16.55% |

|  | 12.15% |

|  | 7.60% |

|  | 6.74% |

|  | 4.37% |

|  | 3.27% |

|  | 2.67% |

### 대한민국 제3대 국회의원 선거
|  | 52.78% |

|  | 25.81% |

|  | 15.71% |

|  | 3.72% |

|  | 1.95% |

|  | 0% |

### 대한민국 제4대 국회의원 선거
|  | 55.61% |

|  | 41.92% |

|  | 2.46% |

### 대한민국 제5대 국회의원 선거
|  | 46.97% |

|  | 19.14% |

|  | 13.94% |

|  | 9.12% |

|  | 5.69% |

|  | 5.12% |

### 대한민국 제6대 국회의원 선거
|  | 43.03% |

|  | 26.19% |

|  | 18.58% |

|  | 6.03% |

|  | 5.10% |

|  | 1.05% |

### 대한민국 제7대 국회의원 선거
|  | 53.68% |

|  | 44.97% |

|  | 0.76% |

|  | 0.57% |

### 대한민국 제8대 국회의원 선거
|  | 58.22% |

|  | 40.65% |

|  | 0.72% |

|  | 0.40% |